# Rally di Pico

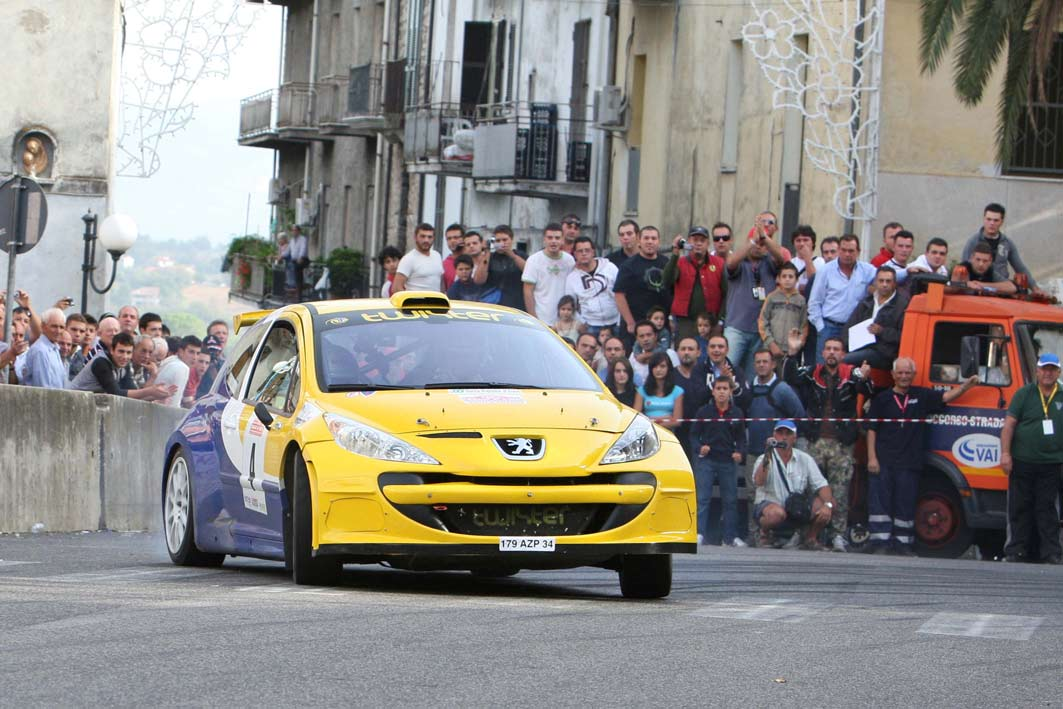
Una Peugeot 207 che percorre la piazza principale di Pico durante la gara del 2008.

Il Rally di Pico è una gara rallystica che si disputa sin dal 1979 nei dintorni del comune di Pico.

## Storia
La prima edizione del Rally di Pico si svolse l'8 dicembre 1979. I partecipanti alla gara potevano partecipare con qualunque tipo di automobile; tuttavia, già nel 1980 i regolamenti delle gare furono cambiati e vennero ammesse alla competizione solo le automobili del Gruppo 4. 

### XII Edizione (1990)
I vincitori della dodicesima edizione furono i torinesi Roberto Bovero e Walter  Corte con una Ford Sierra Consworth. 
Bovero giunse alla vittoria nonostante Corte non fosse il suo navigatore abituale, che era invece Dal Ben, e nonostante la vettura con cui doveva correre, una Lancia Delta Integrale, fosse andata distrutta in un incidente. Bovero dovette quindi usare la Sierra come rimpiazzo .

### XVI Edizione (1994)
Nel 1994 la vittoria andò al ciociaro D'Avelli, che più volte aveva tentato l'impresa senza mai riuscire, assieme al suo navigatore Marchetti. 
D'Avelli strappò la vittoria al cassinate Antonio Evangelista, che aveva mantenuto la testa della classifica fino alla penultima delle 8 prove speciali che componevano la competizione. La penultima prova speciale venne svolta a Pico; Evangelista urtò con la sua Lancia Delta Integrale un sasso, o forse un tombino sporgente, causando una foratura della ruota e una grave sbandata. D'Avelli poté così passare in vantaggio.
Nell'ultima gara fu costretto al ritiro il figlio di Antonio Evangelista, Silverio, a causa della rottura di un semiasse.

### XXVI Edizione (2004)
Nel 2004 vinse Gianfico accompagnato dal navigatore Mongillo a bordo di una Mitsubishi Lancer EVO VII. 
In questa edizione del rally l'ottava prova non venne disputata a causa di un incendio che richiese l'intervento dei Vigili del Fuoco e del Corpo Forestale.

## Caratteristiche del percorso
Il percorso nel 2015 aveva una lunghezza totale di 365 km con 26 controlli orari. Il percorso comprende inoltre 9 prove speciali più una super speciale, tutte su asfalto, per un totale di poco più di 85 km.

## Albo d'oro
Di seguito i vincitori di tutte le edizioni.
| Anno edizione | Equipaggio                       | Automobile                      | Note                                                                           |
| ------------- | -------------------------------- | ------------------------------- | ------------------------------------------------------------------------------ |
| 1979          | Michetti                         | Alpine Renault A110             |                                                                                |
| 1980          | De Lucia - Renzi                 | Fiat 124 Abarth                 |                                                                                |
| 1981          | Scudieri - Pizzi                 | Porsche 911 SC                  |                                                                                |
| 1982          | Bronson - Di Prima               | Opel Ascona 400                 |                                                                                |
| 1983          | Evangelista - Ferrentino         | Opel Kadett GTE 2000            |                                                                                |
| 1984          | Evangelista - De Santis          | Opel Kadett GTE 2000            |                                                                                |
| 1985          | Burzi - Evangelisti              | Lancia Rally 037                |                                                                                |
| 1986          | Tradico - Tradico                | Fiat Ritmo 130 Abarth           |                                                                                |
| 1987          | Di Lillo - Sepulveres            | Renault Super5 GT Turbo         |                                                                                |
| 1988          | Compierchio - Oliva              | Fiat Ritmo 130 Abarth           |                                                                                |
| 1989          | Evangelista - De Santis          | Opel Manta GTE                  |                                                                                |
| 1990          | Bovero - Corte                   | Ford Sierra Cosworth            |                                                                                |
| 1991          | Evangelista - Cioffi             | Ford Sierra Cosworth            |                                                                                |
| 1992          | Tradico - Tradico                | Lancia Delta Integrale 16v      |                                                                                |
| 1993          | Laganà - Guzzardi                | Lancia Delta Integrale 16v      |                                                                                |
| 1994          | D’Avelli - Cologgi               | Lancia Delta Integrale 16v      |                                                                                |
| 1995          | Parente - Crecco                 | Lancia Delta HF                 |                                                                                |
| 1996          | Errani - Casadio                 | Ford Escort Cosworth            |                                                                                |
| 1997          | Errani - Casadio                 | Ford Escort Cosworth            |                                                                                |
| 1998          | Errani - Casadio                 | Ford Escort Cosworth            |                                                                                |
| 1999          | D’Avelli - Marchetti             | Lancia Delta HF                 |                                                                                |
| 2000          | D’Avelli - Marchetti             | Lancia Delta HF                 |                                                                                |
| 2001          | Di Folco - Grossi                | Peugeot 306 Maxi                |                                                                                |
| 2002          | Gianfico - Mongillo              | Mitsubishi Lancer Evo VI Gr.N   |                                                                                |
| 2003          | Sulpizio - Pittiglio             | Mitsubishi Lancer Evo VI Gr.N   |                                                                                |
| 2004          | Gianfico - Mongillo              | Mitsubishi Lancer Evo VII Gr.N  |                                                                                |
| 2005          | Gianfico - Mongillo              | Mitsubishi Lancer Evo VIII Gr.N |                                                                                |
| 2006          | Gianfico - Mongillo              | Mitsubishi Lancer Evo IX Gr.N   |                                                                                |
| 2007          | Di Cosimo - Crescenzi            | Renault Clio S1600              |                                                                                |
| 2008          | Di Cosimo - Crescenzi            | Abarth Grande Punto S2000       |                                                                                |
| 2009          | Sulpizio - Pittiglio             | Abarth Grande Punto S2000       |                                                                                |
| 2010          | De Santis - Renzi                | Abarth Grande Punto S2000       |                                                                                |
| 2011          | Sulpizio - Pittiglio             | Abarth Grande Punto S2000       |                                                                                |
| 2012          | Di Cosimo - Papa                 | Peugeot 207 S2000               |                                                                                |
| 2013          | De Santis - Renzi                | Abarth Grande Punto S2000       |                                                                                |
| 2014          | Sulpizio - Pittiglio             | Abarth Grande Punto S2000       |                                                                                |
| 2015          | Minchella - Garzuoli             | Ford Fiesta R5                  |                                                                                |
| 2016          | Sulpizio L. - Pittiglio          | Renault Clio S1600              |                                                                                |
| 2017          | Diomedi - Mele                   | Ford Fiesta RS WRC              | Organizzato in abbinamento al Rally di Roma Capitale                           |
| 2018          | Polisini - Iscaro                | Skoda Fabia R5                  | Organizzato in abbinamento al Rally di Roma Capitale                           |
| 2019          | Gravante - Abatecola             | Skoda Fabia R5                  | Organizzato in abbinamento al Rally di Roma Capitale                           |
| 2020          | Carnevale - Liburdi              | Skoda Fabia Rally2 evo          | Organizzato in abbinamento al Rally di Roma Capitale                           |
| 2021          | Tribuzio - Cipriani              | Skoda Fabia Rally2 evo          | 9° Rally Lirenas - 12° Rally Città di Cassino - 43° Rally di Pico              |
| 2022          | Signor - Bonato                  | Skoda Fabia Rally2 evo          | Rally Lazio Cassino-Pico                                                       |
| 2023          | Non disputato                    | Non disputato                   | Non disputato                                                                  |
| 2024          | Heikki Kovalainen - Patric Öhman | Citroën C3 WRC                  | Union Rally Event (16° Rally Sperlonga - 45° Rally di Pico - 2° Rally Ceccano) |

## Curiosità
In occasione della trentasettesima (2015) edizione dell'evento, l'organizzazione della gara ha previsto una messa a dimora di numerosi alberi, così da compensare la quantità di CO2 prodotta durante l'evento.